# NGC 7053
NGC 7053 est une galaxie lenticulaire compact (?) située dans la constellation de Pégase. Sa vitesse par rapport au fond diffus cosmologique est de 4 390 ± 24 km/s, ce qui correspond à une distance de Hubble de 64,8 ± 4,6 Mpc (∼211 millions d'al). NGC 7053 a été découverte par l'astronome allemand Albert Marth en 1863.
NGC 7053 présente une large raie HI.

## Supernova
Deux supernovas ont été découvertes dans NGC 6708 : SN 2003ep et SN 2022pux.

### SN 2003ep
Cette supernova a été découverte le 17 mai 2003 par M. Papenkova, D. Weisz et W. Li dans le cadre du programme conjoint LOSS/KAIT (Lick Observatory Supernova Search de l'Observatoire de Lick et The Katzman Automatic Imaging Telescope de l'université de Californie à Berkeley. Cette supernova était de type Ia et sa magnitude au moment de sa découverte était de 15,7.

### SN 2022pux
Cette supernova a été découverte le 28 juillet 2022 par A. Munoz-Arancibia, F.E. Bauer, F. Forster et al.  dans le cadre du relevé Zwicky Transient Facility. Cette supernova était de type II et sa magnitude au moment de sa découverte était de 17,935.